# Dov Levine
Dov Levine (hebräisch דב לוין) (geboren 19. Juli 1958 in den USA) ist ein israelisch-US-amerikanischer Physiker, der sich mit Festkörperphysik beschäftigt.

## Leben und Wirken
Levine wuchs in New York auf (sein Vater war dort Professor für Physikalische Chemie) und studierte an der State University of New York at Stony Brook (SUNY) (Bachelor 1979) und wurde 1986 an der University of Pennsylvania bei Paul Steinhardt promoviert. Als Post-Doc war er am Institute of Theoretical Physics der University of California, Santa Barbara. 1988 wurde er Assistant Professor an der University of Florida. Seit 1990 ist er Professor am Technion in Haifa. 1988/89 war er Gastwissenschaftler am Weizmann-Institut.
Levine ist für seine frühen Arbeiten über Quasikristalle bekannt, die er als Doktorand bei Paul Steinhardt ab 1982 durchführte. Ausgangspunkt war 1982 das Penrose-Parkett und Varianten von Robert Ammann, ein Amateurmathematiker, der Levine und Steinhardt an der Universität beriet und den sie über Martin Gardner kennenlernten. Daraus entstand ihr Konzept des Quasikristalls als Kristall mit quasiperiodischer Translations-Symmetrie, veröffentlicht in Physical Review Letters 1984. Daneben befasst er sich mit der Physik weicher Materie (Emulsionen, Schäume, granulare Materialien).
Er erhielt den Presidential Young Investigator Award der National Science Foundation und 2010 den Oliver E. Buckley Condensed Matter Prize mit Paul Steinhardt und Alan Mackay, für Pionierleistungen über Quasikristalle einschließlich der Vorhersage ihres Beugungsspektrums. 2025 wurde Levine Mitglied der Academia Europaea.